# Abecedni seznam kemijskih reakcij
Abecedni seznam kemijskih reakcij je pregled člankov, ki se v Wikipediji nanašajo na kemijske reakcije in reakcijske mehanizme in nam prvenstveno služi za hitro iskanje vsebin in nadzorovanje sprememb. Naslovi člankov so izpisani z malo začetnico, tam kjer je potrebno, drugače pa z veliko. Kakorkoli že, Wikipedijin sistem vse članke samodejno zapiše z veliko začetnico.

## A
acetalizacija •
adicija •
aldolna kondenzacija •
alkilacija •
aminiranje •
analiza

## B
Balz-Schiemannova reakcija •
Bambergerjeva sinteza triazina • Blancova klorometilacija • bromiranje

## C
ciklizacija - Schotten-Baumannova reakcija - Clemmensenova redukcija

## D
dekarboksilacija •
diazotiranje •
Diels-Alderjeva reakcija •
disociacija •
disproporcionacija

## E
Einhorn-Brunnerjeva reakcija •
eksotermna reakcija •
elektrofilna adicija •
elektrofilna substitucija •
endotermna reakcija •
estrenje •
etrenje

## F
fermentacija •
fluoriranje •
formiliranje •
fotokemijska reakcija •
fotosinteza • Friedel-Craftsova reakcija

## G
Gabrijelova sinteza • Grignardova degradacija • Gattermannova reakcija • Gattermann-Kochova reakcija • Grignardova reakcija

## H
halogeniranje •
heteroliza •
hidroformiliranje • 
hidrokrekiranje •
hidroliza •
homoliza

## I
iniciacija •
izomerizacija

## J
jodiranje

## K
keto-enolna tavtomerija •
kloriranje •
krekiranje •
kumenski postopek

## M
Meerweinovo ariliranje

## N
nevtralizacija• 
nitracija •
nitriranje •
nukleofilna adicija •
nukleofilna substitucija

## O
oksidacija •
ozonoliza

## P
peroksidacija •
polikondenzacija •
polimerizacija •
pripajanje • 
Pripajanje Kumada-Corriu •
propagacija

## R
radikalska adicija • 
radikalska polimerizacija •
radikalska substitucija •
reakcijski mehanizem •
redoks reakcija •
redukcija •
reforming

## S
Sandmeyerjeva reakcija •
Schiemannova reakcija • 
Schollova reakcija •
sinteza • 
substitucija •
sulfoniranje •
sulfuriranje •
Suzukijeva reakcija

## T
terminacija

## W
Widman-Stoermerjeva sinteza • 
Wittigova reakcija •
Wohl-Auejeva reakcija •
Wolffenstein-Bötersova reakcija •
Wolff-Kishnerjeva redukcija

## Z
Zincke-Suhlova reakcija